# Sillim-dong
Sillim-dong (koreanska: 신림동) är en administrativ stadsdel i Sydkoreas huvudstad Seoul. Den ligger i stadsdistriktet Gwanak-gu i den sydvästra delen av staden.
Sillim-dong är även en legal stadsdel (används för fastighetsregister och adresser) som består av totalt elva administrativa stadsdelar. Förutom den administrativa stadsdelen Sillim-dong ingår även Daehak-dong, Jowon-dong, Miseong-dong, Nangok-dong, Nanhyang-dong, Samseong-dong, Seorim-dong, Seowon-dong, Sinsa-dong och Sinwon-dong i den legala stadsdelen Sillim-dong.